# Otto Georgi (pintor chileno)
Otto Georgi Fritz Tritez (Valdivia, Chile, 14 de septiembre de 1890-Santiago de Chile, 1969) fue un pintor chileno. Perteneciente a la llamada Generación del Trece.

## Primeros años de vida
Hijo de los inmigrantes alemanes Otto Georgi Stiltsing y de Emilia Fritz Schaaf, su padre era mueblista, dueño de una barraca y compraventa de maderas junto a su socio Alberto Manzano. Dicha barraca era conocida como “La Cáscara de Lingue”.Estudió en la Escuela de Bellas Artes de Santiago de Chile. Fue discípulo del pintor español Fernando Álvarez de Sotomayor.
Artista multifacético, además de la pintura sobresalió en dibujo, acuarela y pastel, y se especializó en técnicas de cerámica y mosaico.
Dentro de sus temáticas pictóricas, en su mayoría de pequeño formato, se encuentran naturalezas muertas, retratos de personajes típicos de diversas zonas de Chile, la costa de Chile, desnudos y marinas.

### Matrimonio e hijos
En 1926 se casó con su compañera de generación, la pintora Elmina Moisan con quien compartió distinciones, exhibiciones y viajes. Tuvieron por hijos a Otto Enrique Georgi Moisan, nacido en 1930 y fallecido en 2002, y a Gonzalo Ernesto Georgi Moisan, nacido en 1931 y fallecido en 2001, quien es el padre de la pintora Elmina Georgi Escobar.
En 1938, Elmina aceptó la invitación del gobierno chileno para exponer y estudiar en Lima, Perú, pero durante el viaje se contagió de malaria. La enfermedad provocó su retorno a Chile. Durante un mes Elmina Moisan agonizó en medio de terribles padecimientos y no pudo ver ni a su esposo ni a sus hijos, por miedo de contagiarlos. Otto cayó en la peor de las depresiones tras la muerte de su esposa al verse solo con sus hijos pequeños. El día que falleció Ela, Otto dejó de pintar por un año. Fue su hijo Gonzalo el que se encargó de la casa. Él era muy pequeño. A Otto le dio una depresión muy profunda y con el tiempo logró salir de ahí. Elmina no quiso que nadie la viera, fue muy fuerte su final.
A Otto le costó volver a vivir y retomar su arte. Después empezó a pintar mosaicos y pintura en cerámica; fue muy duro para él lo que pasó. No se está seguro si volvió a pintar en tela. Otto Georgi no volvió a Valdivia. Su padre había fallecido en 1923 y decidió quedarse en Santiago, después de la muerte de Elmina Moisan, Otto hizo clases en la Escuela Industrial Chileno-Alemana de Ñuñoa (actual Liceo Industrial) y también en la Escuela de Arte y Oficio en el ramo de metalurgia.
Algunas de sus grandes obras son exhibidas en el Museo Nacional de Bellas Artes, tal como “Cabeza de vieja” y “Roquerío” y también hay cuadros de él en la Pinacoteca de la Universidad de Concepción.

## Distinciones
- 1913 Tercera Medalla en Pintura, Salón Oficial de Santiago, Chile.[2]

- Primer premio en el concurso organizado por Artes y Letras, en el año de 1916, para la portada del libro Cuna de Cóndores de Mariano Latorre.[1]

- Primer premio del Concurso de Afiches de la Fiesta de la Primavera, de 1916.[1]

- 1919 Tercera Medalla en Dibujo en la Exposición Oficial de Bellas Artes, Santiago, Chile.[2]

- 1919 Dibujo, P. C. D. C. de Buenos Aires, Argentina.[2]

- 1920 Mención Honrosa en Arte Decorativo, Salón de la Exposición Oficial de Bellas Artes, Santiago, Chile.[2]

- 1924 Segunda Medalla en Dibujo en la Exposición Oficial de Bellas Artes, Santiago, Chile.[2]

- 1924 Dibujo, 2ª ex - aequo CDC de Buenos Aires, Argentina.[2]

- 1925 Medalla de Primera Clase, Sección de Arte Aplicado y Decorativo, Exposición Oficial de Bellas Artes, Santiago, Chile.[2]

- 1926 Primera Medalla de Arte Decorativo en Exposición Oficial de Bellas Artes, Santiago, Chile.[2]

- Medalla de Oro en la Exposición Iberoamericana de Sevilla en 1929.[2]

- 1929 Gran Premio en la Exposición Ibero-Americana de Sevilla, España.[2]

- 1935 1ª Medalla en Pintura Decorativa, Exposición Oficial de Bellas Artes, Santiago, Chile.[2]

- 1936-37 Mención Honrosa y Diploma en Pintura, Exposición Nacional de Artes Plásticas del IV Centenario de Valparaíso, Cámara de Comercio y Municipalidad de Valparaíso, Chile.[2]